# Лагодівка (хутір)
Лагодівка — хутір, присілок Великих Рикань — села в Південній Волині.
Про хутір відомо ще з пізнього середньовіччя. В другій половині 16 століття село Рикані з присілком Лагодівкою належали до Олександра Сімашна, а пізніше до Захарія Лагодовського. В 18 ст. — до Раціборських, пізніше до Житинських.
Вкінці 19 століття належало до Ярославицької волості Дубенського повіту Волинської губернії Російської імперії. Тоді на хуторі було 13 дворів і 59 жителів, а також були водяний млин при ставі, цегельня, фабрика черепиці.
Місцеві мешканці займалися головно сільським господарством, позаяк землі, серед яких був розташований хутір були дуже врожайні, насичені чорноземними ґрунтами.
За переписом 1911 на хуторі був паровий млин, який виробляв 10 тис. пудів борошна на рік.